# Jaera pherephatte
Jaera pherephatte é uma espécie de borboleta descrita por Jean Baptiste Godart em 1824. Jaera pherephatte está incluída no gênero jaera e família lycaenidae.